# Slow life friends
slow life friends（スロー ライフ フレンズ）は、かつてニッポン放送をキーステーションに、茨城放送、ラジオ沖縄で放送していたラジオ番組である（前番組のショウアップナイターストライク!から引き継いで、3局同時ネット）。
毎週ゲストを迎えて、スローライフな暮らし方や素敵な音楽などを放送した。
パーソナリティはニッポン放送アナウンサー・増山さやか。提供は白夜書房。

## 放送時間
- 毎週木曜日 20:20 - 20:50